# French Crime
 (avril 2021).
La mise en forme du texte ne suit pas les recommandations de Wikipédia : il faut le « wikifier ».
Les points d'amélioration suivants sont les cas les plus fréquents. Le détail des points à revoir est peut-être précisé sur la page de discussion.
- Les titres sont pré-formatés par le logiciel. Ils ne sont ni en capitales, ni en gras.
- Le texte ne doit pas être écrit en capitales (les noms de famille non plus), ni en gras, ni en italique, ni en « petit »…
- Le gras n'est utilisé que pour surligner le titre de l'article dans l'introduction, une seule fois.
- L'italique est rarement utilisé : mots en langue étrangère, titres d'œuvres, noms de bateaux, etc.
- Les citations ne sont pas en italique mais en corps de texte normal. Elles sont entourées par des guillemets français : « et ».
- Les listes à puces sont à éviter, des paragraphes rédigés étant largement préférés. Les tableaux sont à réserver à la présentation de données structurées (résultats, etc.).
- Les appels de note de bas de page (petits chiffres en exposant, introduits par l'outil «  Source ») sont à placer entre la fin de phrase et le point final[comme ça].
- Les liens internes (vers d'autres articles de Wikipédia) sont à choisir avec parcimonie. Créez des liens vers des articles approfondissant le sujet. Les termes génériques sans rapport avec le sujet sont à éviter, ainsi que les répétitions de liens vers un même terme.
- Les liens externes sont à placer uniquement dans une section « Liens externes », à la fin de l'article. Ces liens sont à choisir avec parcimonie suivant les règles définies. Si un lien sert de source à l'article, son insertion dans le texte est à faire par les notes de bas de page.
- La présentation des références doit suivre les conventions bibliographiques. Il est recommandé d'utiliser les modèles {{Ouvrage}}, {{Chapitre}}, {{Article}}, {{Lien web}} et/ou {{Bibliographie}}. Le mode d'édition visuel peut mettre en forme automatiquement les références.
- Insérer une infobox (cadre d'informations à droite) n'est pas obligatoire pour parachever la mise en page.

Pour une aide détaillée, merci de consulter Aide:Wikification.
Si vous pensez que ces points ont été résolus, vous pouvez retirer ce bandeau et améliorer la mise en forme d'un autre article.
French Crime est un jeu vidéo d'enquêtes criminelles de type FMV proposant plusieurs enquêtes réalistes composés de rapports écrits, photos et vidéos faisant appel à des acteurs.
Anciennement nommé « PCI Agent » et « PCI Public Crime Investigation » avant de recevoir son nouveau nom, French Crime est sortie en 2017 sur navigateur, en 2019 sur iOS et Android et en 2021 sur Steam.
La première enquête publiée « Soirée Noire pour Damien Schwartz » lui vaut une nomination aux Ping Awards dans la catégorie meilleur jeu indépendant. À la suite de son évolution et de sa sortie sur les plateformes mobiles, il a été nommé une seconde fois en 2019.

## Système de jeu
L'objectif de chaque enquête est de remplir un dossier d'instruction et de l'envoyer au juge afin de faire condamner le ou les coupables. Il faut pour cela déterminer les auteurs des faits, leurs mobiles et collectionner les pièces à conviction permettant de prouver leur culpabilité.
Le joueur a à sa disposition les différents éléments récoltés par la police : témoignages, photos des scènes de crime, rapports de police, rapports d'autopsie et les informations détaillés de chaque suspect. Il pourra ensuite fouiller dans les SMS, interroger les suspects et répondre aux quiz pour comprendre le déroulement des faits et débloquer de nouveaux éléments.
Chaque enquête est indépendante et propose une durée de jeu allant de 30 minutes à 4 heures, le tout pouvant être résolue seul ou à plusieurs en mode coopératif multiplateforme.

## Enquêtes
- Celle qui pleurait sous l'eau : écrite par Nikolas Tackian.
- Phantasm : écrite par Franck Thilliez.
- Les dîners interdits : écrite par Nicolas Lebel.
- Bikini à la casse : écrite par Éric Oliva.
- Une étoile est morte : écrite par Laura Trompette.
- Mortel Speed Dating : écrite par Éric Oliva.
- Qui a tué Elle River ?
- Soirée noire pour Damien Schwartz
- La nuit de la prohibition